# Scolowe

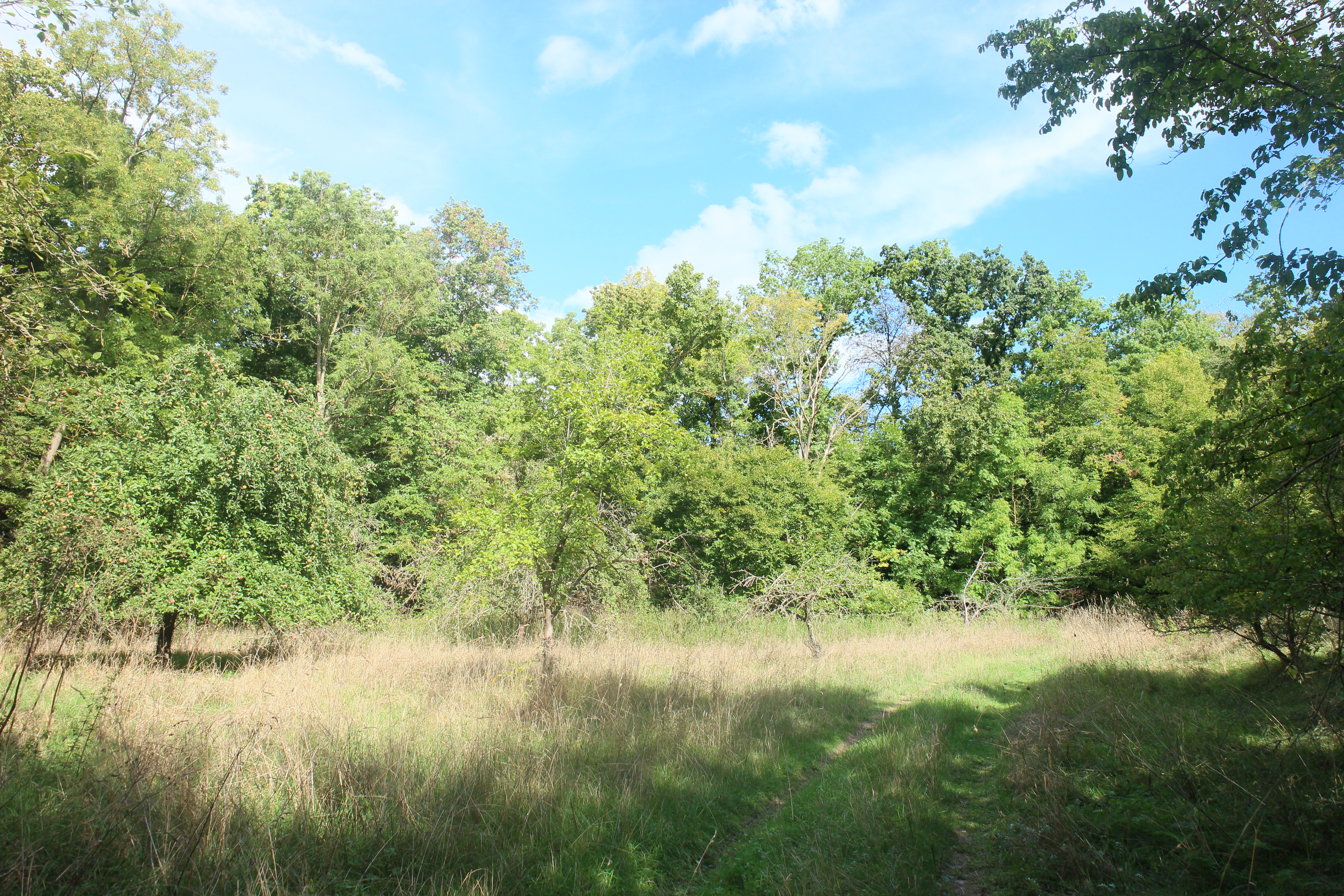
Apfelhain im ehemaligen Dorf

Scolowe ist eine Wüstung bei Naumburg (Saale) im südlichen Sachsen-Anhalt, Deutschland. 

## Geschichte
Scolowe wurde im Jahre 1203 erstmals urkundlich erwähnt, als der Bischof Berthold II. von Naumburg-Zeitz seine dortigen Güter mit Gütern des Klosters Pforta in Kathewitz tauschte. Das Kloster Pforta ließ danach das Dorf eingehen und errichtete an seiner Stelle eine Meierei. Da der Ort später nicht nochmal erwähnt wurde, ist davon auszugehen, dass das Kloster Pforta die Meierei ebenfalls hat eingehen lassen.

## Lage

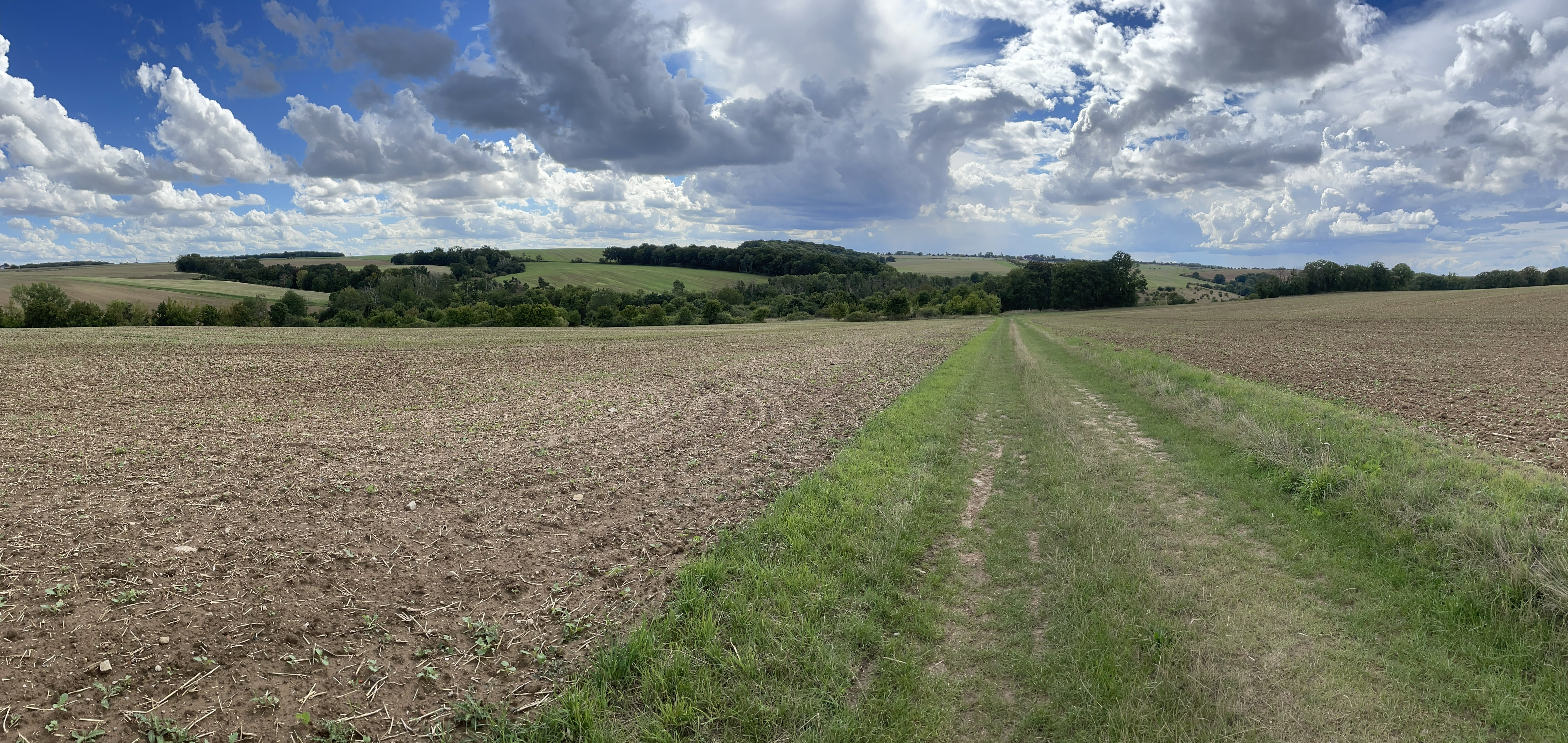
Das Mordthal bei Scolowe

Trotz seiner kurzen Existenz ließ sich das Dorf Scolowe noch lange an einem alten Dorfbrunnen sowie an Mauerresten nachweisen. Scolowe lag am Feldweg zwischen (Alt-)flemmingen und Crölpa-Löbschütz. Morphologisch vereinigen sich dort zwei Schluchten zum Mordthal oberhalb des Saaletals bei Bad Kösen. An der Dorfstelle treffen sich heute außerdem die Feldwege von Bad Kösen, Heiligenkreuz und Neuflemmingen.